# Исток-Запад (књига)
Исток-Запад: са ауторовим илустрацијама је дело које је написао Момо Капор, први пут објављено 1989. године под насловом Исток-Запад-011,  у издању издавачке куће Литера из Београда. Поновљено издање је штампала издавачка кућа "Дерета" 2018. године.

## О аутору
Момчило Момо Капор (Сарајево, 3. април 1937 - Београд, 3. март 2010) је био српски романсијер, сликар и писац кратких прича. Године 1961. је дипломирао сликарство на Академији ликовних уметности у Београду. Писао је романе, приче, као и филмске и телевизијске сценарије. По његовим романима снимљено је неколико филмова. Сам је илустровао своје књиге, негујући посебан лирски цртачки стил. Дела су му превођена на француски, немачки, пољски, чешки, бугарски, мађарски, словеначки и шведски језик.
Био је редовни члан Академије наука и умјетности Републике Српске.

## О делу
Књига Исток-Запад је други део трилогије записа о Београђанима, о њиховом граду и животу у њему. Први део трилогије је књига 011, а завршни део је Хало, Београд.
Књига Исток-Запад је једно од дела који су посвећени Београду и његовим становницима, својеврстан водич, написан у виду кратких одломака.
У једном од одломака у књизи Капор каже:
| „ | У нашој кући мешају се Исток и Запад. Кућа је, наиме, постављена баш тако, на самој раскрсници. Кад с времена на време превлада Запад у нама, процвета приватна трговина, у излозима свега и свачега, осиле се новопечени богаташи и тада се буди Исток, забринут за пут у социјализам. Тада наш Исток почне да разрезује порезе, уводи мере, мења законе, попуњава криминалне хронике, све док наш Запад не покупи уложене паре и збрише на њихов Запад, чекајући повољан тренутак да се врати. Чини ми се да читавог живота играм на разапетој жици између две велике тврђаве. Кроз кућу ми дувају источни и западни ветрови, немам где да се склоним од промаје... | ” |